# 스콧 루딘
스콧 루딘(영어: Scott Rudin, 1958년 7월 14일 ~ )은 미국의 연극 , 영화 프로듀서이다. 2012년, 그는 에미상과 그래미상, 오스카상, 토니상을 모두 수상한 몇 안 되는 인물 중 한 명이며, 프로듀서로서는 최초이다.

## 경력
그가 16살일 때, 그는 연극 프로듀서 커밋 블룸가든 (Kermit Bloomgarden)의 조수로 일하기 시작했다. 그 후, 그는 프로듀서 로버트 화이트헤드 (Robert Whitehead)와 엠마누엘 아젠버그 (Emanuel Azenberg)와 일을 하였다. 대학에 다니는 대신, 루딘은 캐스팅 디렉터로 취직했고, 마지막엔 자신의 회사를 운영하였다.  마이크 니컬스 (Mike Nichols)의 애니(Annie) (1977)를 포함하여 그의 회사는 수많은 브로드웨이 쇼를 캐스팅했습니다. 그는  시시 스페이식(Sissy Spacek)과 윌리엄 허트 (William Hurt)가 주연을 맡은 PBS의 Verna: USO Girl (1978)과 메그 포스터 (Meg Foster), 케빈 콘웨이 (Kevin Conway), 존 허드 (John Heard)가 주연을 맡은 미니 시리즈 스칼렛 레터 (Scarlet Letter) (1979) 를 위한 캐스팅을 했다. 그리고, 영화 King of the Gypsies (1978), The Wanderers (1979), Simon (1980)에 앨런 아킨 (Alan Arkin)을 그리고, Resurrection (1980)을 위한 캐스팅을 했다.

### 연극 프로듀서
일반적으로 1년에 2~5개의 작품을 제작하는 루딘은 브로드웨이에서 가장 다작을 한 상업 프로듀서 중 한 명이었다.
1993년, 그의 첫 브로드웨이 연극인  데이비드 헨리 황 (David Henry Hwang)의 Face Value는 스튜어트 오스트로 (Stuart Ostrow)와 함께 Jujamcyn 극장에서 제작되었고, 8번의 프리뷰 공연 후에 폐막했다. 그리고, 그는 극장 체인을 위한 새로운 연극을 제작하기 위해 Jujamcyn과의 계약을 체결했다. 1994년, 루딘은 스티븐 손드하임 (Stephen Sondheim)과 제임스 라파인 (James Lapine)의 뮤지컬 Passion으로 최고의 뮤지컬 토니상을 수상했다. 이듬해, 그는  캐슬린 터너 (Kathleen Turner)의 Broadway comback, Indiscretions, 그리고 레이프 파인스 (Ralph Fiennes)의 뉴욕 무대 데뷔작인 햄릿을 공동 제작했다. 1996년, 루딘은 스티븐 손드하임과 래리 겔바트 (Larry Gelbart)의 뮤지컬 포럼으로 가는 길에 생긴 재밌는 일 (A Funny Thing Happened on the Way to the Forum)의 리바이벌을 제작했고, 네이선 레인 (Nathan Lane)은 그의 첫 토니상을 수상했다. 그의 후속 제작과 공동 제작에는 Skylight, The Goat or Who Is Sylvia?, Seven Guitars, The Ride Down Mt. Morgan, Copenhagen, Deuce, The History Boys, Beckett/Albee, Closer, The Blue Room, Doubt, Who's Afraid of Virginia Woolf?, The Year of Magical Thinking, A Behanding in Spokane, God of Carnage, The House of Blue Leaves, 그리고 Exit the King이 포함되어있다.
2010년, 루딘과 Carole Shorenstein Hays는 Kenny Leon이 감독하고 덴절 워싱턴 (Denzel Washington)과 바이올라 데이비스 (Viola Davis)가 주연을 맡은  August Wilson의 퓰리처상을 수상한 연극 Fences의 첫 번째 브로드웨이 리바이벌을 제작했습니다. 펜스는 10개의 토니상 후보에 올랐고, 최우수 연극의 부흥상, 워싱턴의 남우주연상, 데이비스의 여우주연상을 포함한 3개의 상을 수상했다. 그는 나중에 영화로 각색한 Fences를 제작했다.
이듬해, 루딘은 2011년 3월 유진 오닐 극장에서 열린 브로드웨이 뮤지컬 The Book of Mormon의 프로듀서를 맡았다. 이 쇼는 베스트 뮤지컬과 그래미 어워드 베스트 뮤지컬 극장 앨범을 포함한 9개의 토니 어워드를 수상했다. 이 작품은 2020년 3월 15일 현재 3,740회 이상의 브로드웨이 공연을 펼쳤다. 이 쇼는 또한 런던, 호주, 유럽, 아시아에서 공연되었고, 미국 전역을 순회했다.
2011년부터 루딘은 아서 밀러 (Arthur Miller)의 세일즈맨의 죽음 (마이크 니컬스가 감독하고  필립 시모어 호프먼 (Philip Seymour Hoffman)과 앤드류 가필드 (Andrew Garfield)가 주연), 로렌 핸즈베리(Lorraine Hansberry)의 A Raisin in the Sun (덴젤 워싱턴 주연), 데이비드 헤어 (David Hare)의 Skylight (스티븐 돌드리 (Stephen Daldry) 감독, 캐리 멀리건 (Carey Mulligan)과 빌 나이시 (Bill Nighy) 주연), 스티븐 카람 (Stephen Karam)의 The Humans, 이보 반 호브 (Ivo van Hove)와 아서 밀러의 A View From The Bridge, 그리고 Hello, Dolly! (벳 미들러 (Bette Midler) 주연)의 기록적인 리바이벌을 제작하여 토니 어워드를 수상했다. 다른 주목할 만한 작품으로는 래리 데이비드 (Larry David)의 Fish in the Dark가 있는데, 이 코미디는 당시 기록인 박스 오피스에서 1,350만 달러 이상의 사전 매출을 기록한 히트 코미디이다.